# Liste der Monuments historiques in Prez
Die Liste der Monuments historiques in Prez führt die Monuments historiques in der französischen Gemeinde Prez auf.

## Liste der Immobilien
| Bezeichnung       | Beschreibung            | Standort                          | Kennzeichnung | Schutzstatus | Datum | Bild           |
| ----------------- | ----------------------- | --------------------------------- | ------------- | ------------ | ----- | -------------- |
| Château du Maipas | aus dem 16. Jahrhundert | Prez, südöstlich des Ortes (Lage) | PA00078482    | Inscrit      | 1926  | weitere Bilder |

## Liste der Objekte
| Bezeichnung                                 | Beschreibung | Standort                             | Kennzeichnung | Schutzstatus | Datum | Bild           |
| ------------------------------------------- | --- | ------------------------------------ | ------------- | ------------ | ----- | -------------- |
| Zwei Skulpturen: Petrus und Heiliger Martin | am Hauptaltar; Stein, 18. Jahrhundert                                                                                 | Prez, in der Kirche St-Martin (Lage) | PM08000401    | Classé       | 1969  |                |
| Skulptur madonna mit Kind                   | Holz, farbig gefasst, 18. Jahrhundert                                                                                 | Prez, in der Kirche St-Martin (Lage) | PM08000400    | Classé       | 1969  |                |
| Wandverkleidung des Chorraums               | Stein, Marmor, 16. Jahrhundert                                                                                        | Prez, in der Kirche St-Martin (Lage) | PM08000398    | Classé       | 1911  | weitere Bilder |
| Hauptaltar                                  | Altartisch, Tabernakel, Retabel, Baldachin und Skulpturengruppe Heilige Familie; Stein, Marmor, Holz, 18. Jahrhundert | Prez, in der Kirche St-Martin (Lage) | PM08000399    | Classé       | 1969  |                |